# Opération beurre de pinottes
Pour plus de détails, voir Fiche technique et Distribution.
Opération beurre de pinottes (The Peanut Butter Solution en version originale anglaise) est un film canadien réalisé et écrit par Michael Rubbo avec l'aide de Vojtěch Jasný, Andrée Pelletier, Louise Pelletier et produit par Rock Demers, sorti en 1985. 
Second film de la série des Contes pour tous du producteur Rock Demers, suivant La Guerre des tuques (André Mélançon, 1984) et précédant Bach et Bottine (André Mélançon, 1986), Opération beurre de pinottes est empreint de l'univers absurde et merveilleux du scénariste tchèque Vojtěch Jasný (Un jour un chat et Chronique morave), principal auteur du scénario. Le film met en scènes les jeunes Mathew Mackay, Siluck Saysanasy et Alison Darcy dans les rôles de  Michael, Conrad et Suzie. Billy, le père de Michael, est interprété par Michael Hogan. Les acteurs Michel Maillot et Edgar Fruitier jouent respectivement Sergio le professeur et Arthur le marchand d'art.

## Synopsis
L'histoire se déroule principalement autour de Michael, un jeune garçon de 11 ans qui, à la suite d'une frayeur, est atteint d'un mal étrange qui lui fait perdre tous ses cheveux. Il reçoit une solution à cette fâcheuse situation lors d'un rêve, où deux fantômes le rencontrent et lui transmettent une recette à base de beurre d'arachide. Cette solution s'avèrera beaucoup trop efficace : ses cheveux se mettront à croître à une vitesse folle. Il sera par la suite enlevé par son professeur d'arts plastiques avec plusieurs autres enfants. Ceux-ci seront obligés de servir de main d'œuvre à l'instituteur pour fabriquer des pinceaux magiques avec les cheveux de Michael.

## Fiche technique
- Titre original : The Peanut Butter Solution
- Réalisation : Michael Rubbo
- Scénario : Vojtěch Jasný, Andrée Pelletier, Louise Pelletier
- Photo : Thomas Vámos
- Montage : Jean-Guy Montpetit
- Musique : Lewis Furey
- BO chantée: Céline Dion ("La ballade de Michel" et "Dans la main d'un magicien", traduit en anglais pour l'international.)
- Producteur : Rock Demers
- Société de production : Les Productions La Fête
- Pays d’origine : Canada
- Langue : Anglais
- Format : Couleurs - 35 mm
- Genre : Fantastique, Merveilleux
- Durée : 94 min.
- Date de sortie : 1985

## Distribution
Distribué par Cinéma Plus.